# 태조대왕
태조대왕(太祖大王, 47년~165년 음력 3월) 또는 국조왕(國祖王)은 고구려의 제6대 국왕(재위: 53년 음력 11월~146년 음력 12월)이며, 묘호(廟號)는 태조(太祖)이고, 《후한서》는 태조대왕의 외모를 "장성함에 용맹스럽고, 건장하여 자주 변경을 침범했다." 기록이 있다.

## 개요
유리명왕의 손자이며, 고추가(古鄒加)를 지낸 재사(再思)의 아들이다. 사촌 형인 모본왕이 두로에 의해 시해된 후 추대를 받아 즉위하였다.
정복 전쟁을 통해 옥저를 병합하고 갈사국을 정벌하였으며 예맥과 현도군 및 요동군을 공격하여 영토를 확장하였다. 고구려를 구성하는 내부의 연맹체들을 차라리 모두 복속하여 고구려가 연맹왕국에서 벗어나 강력한 중앙 집권 체제를 이룩하여 고대 국가로 전환하는 기틀을 마련하였다. 태조대왕 이후 계루부 고씨가 독점적으로 왕위를 세습하였다. 배다른 서얼 동생 수성(차대왕)에게 양위하고 별궁에 기거하다가 숨졌다.
《삼국사기》와 《삼국유사》의 기록에 의하면 태조대왕은 93년간 재위하였으며 만으로 118세에 사망하였는데, 한국사의 역대 국왕 가운데 가장 장수하였으며 가장 오랜 기간 재위하였다.
그러나 재위 기간이 93년이라는 점과, 만으로 118세에 사망한 점 등 비정상적인 수명과 재위년수를 비롯해 뒤를 이은 차대왕, 신대왕과의 가계와 혈통의 모순된 기록은 《삼국사기》 초기 기록의 의문점을 남기며 삼국사기 초기 불신론이 제기되는 이유가 되었다.

## 치세

### 탄생과 즉위
어릴 적 이름은 어수(於漱)이며 휘는 궁(宮)이다.
53년 11월, 사촌 형인 모본왕이 폭정으로 인해 두로에 의해 시해되자 즉위하였다. 원래 신하들은 대무신왕의 동생이자 태조대왕의 아버지인 재사(再思)에게 왕으로 세우려 하였으나 재사가 늙었음을 이유로 사양하여 재사의 아들인 태조대왕으로 즉위하였다. 이때 나이가 7세였으므로 어머니 부여태후가 섭정하였다.
55년에는 요서 지역에 10개 성을 쌓아 후한의 침공에 대비하였고 56년에는 동옥저를 병합하여 동으로는 창해(滄海)·남으로는 살수(薩水, 지금의 청천강)에 이르렀다. 68년에는 갈사국(曷思國) 왕의 손자 도두(都頭)가 나라를 들어 항복하니, 그를 우태(于台)에 임명했고, 70년에는 관나부(貫那部) 패자(沛者) 달가(達賈)를 보내서 조나(藻那)를 병합하였다. 72년에는 환나부(桓那部) 패자 설유(薛儒)를 보내 주나(朱那)를 병합하고 그 왕자 을음(乙音)을 고추가에 임명하였다. 일반적으로 이러한 주변 소국 정벌 활동은 중앙집권화의 증거로 여겨진다. 또한 98년에는 책성(柵城)을 순수·102년에는 책성을 안무(安撫)·114년에는 남해(南海)를 순수하는 등 확장된 영역에 대한 중앙의 통제력을 강화하는 작업을 진행하였다.
한편 후한과의 대외 관계에서는 평화적인 외교와 적극적인 공세를 함께 펼쳤다. 105년에는 요동군을 공격하여 약탈했으나, 109년과 111년에는 평화적인 외교를 펼쳤다. 118년에는 예맥과 더불어 현도군과 화려성(華麗城)을 공격하였다. 121년 봄에는 후한이 예맥을 공격하였고, 왕은 자신의 동생 또는 서자인 수성을 보내 막도록 하였다. 수성은 항복을 가장하여 적군을 속인 후 요지를 장악하였으며 몰래 요동군·현도군을 공격하여 큰 전과를 올렸다. 음력 4월에는 요동의 선비족과 더불어 요수현(遼隧縣)을 공격하여 요동태수 채풍을 살해하였다. 음력 12월에는 마한·예맥과 함께 현도성을 공격하여 포위하였으나, 부여왕 위구태(尉仇台)가 한나라 군과 협공을 펼쳐, 고구려군이 크게 패하였다. 122년에도 마한·예맥과 함께 현도성을 쳤으나 부여의 방해로 패배하였다.
121년부터 태조대왕은 동생인 수성에게 국정을 돌보도록 하였으며 123년에는 목도루(穆度婁)·고복장(高福章)을 좌·우보(左·右輔)로 삼아 수성을 보좌하게 하였다. 고복장은 수성이 차대왕으로 즉위한 후에 차대왕에 의해 살해당했으므로, 고복장은 수성의 정치적 반대파였을 것이다. 따라서 태조대왕이 목도루·고복장을 좌·우보로 임명한 것은 수성을 견제하고 왕권을 보호하기 위함이었다. 122년에는 후한과 화친하였으나, 146년에 다시 전쟁이 벌어져, 요동의 신안(新安)·거향(居鄕)을 약탈하였다. 또한 서안평을 공격하여 대방현 태수를 죽이고, 낙랑군도 공략하여 낙랑군 태수의 처자를 생포하였다.

### 퇴위와 최후
동생인 수성은 132년 무렵부터 왕위에 욕심을 냈다. 그러나 태조대왕이 죽지 않자 146년에 측근들이 부추기니, 수성은 역모를 도모하였다. 이에 태조대왕은 수성에게 94년간의 왕위를 넘겨주고 상왕으로 물러났으며, 그 후에 별궁에서 여생을 보내다가 165년에 서거하였다. 사인은 자연사로 추정되지만, 차대왕 또는 신대왕에게 살해되었다는 주장이 있다.

## 후대 관계 논란
그와 후대 고구려 왕들과의 관계는 불확실하다. 삼국사기와 삼국유사에서는 차대왕과 신대왕은 그의 동생들이라 한다. 하지만 『후한서(後漢書)』와 그것을 인용한 신채호(申采浩)의 견해로는 차대왕·신대왕·인고(仁固) 3형제가 있으며, 이들 3형제는 태조대왕의 동생이 아니라 서자라고 한다. 한편 『위서(魏書)』를 인용한 삼국사기 고구려본기 산상왕 조에서는 산상왕 위궁이 태조대왕의 증손자라 되어 있는데, 고구려본기의 위궁이란 이름이 산상왕이 아닌 동천왕을 잘못 기록한 것으로 보더라도 동천왕이 태조대왕의 증손자려면 신대왕이 태조대왕의 아들이어야 하기 때문에 삼국사기의 다른 기록과 충돌한다.

## 사망년도의 논란
태조대왕이 죽은 해가 삼국사기·삼국유사에는 공히 165년이라고 기록되었지만, 후한서에는 121년에 사망하였다고 기록되어 있다. 후한서 동이열전 고구려 조에는 "궁(宮)이 죽고 그 아들 수성(遂成, 차대왕)이 왕이 되었다."라는 기록이 있다. 만약 후한서를 따른다면 태조대왕의 재위가 121년에 끝나므로, 122년 이후의 사실은 태조대왕의 업적이 아니고 아우(혹은 아들)인 차대왕의 업적이 된다.

## 가계
- 조부 : 유리명왕
- 조모 : 왕후 송씨
- 부친 : 고재사 (高再思) - 유리명왕의 아들 또는 모둔곡의 호족으로, 고추가(古鄒加)의 직위에 있었으며 모본왕 사후에 왕으로 추대되었으나 나이가 많아 사양하고 아들 태조대왕에게 왕위를 잇게 했다.
- 모친 : 부여태후(太后)
  - 국왕 : 태조대왕(太祖大王)
  - 왕비
    - 아들 : 막근(莫勤, ? - 148년) - 146년에 있었던 차대왕의 왕위 찬탈 이후 살해당한다.
    - 아들 : 막덕(莫德, ? - 148년) - 146년에 있었던 차대왕의 왕위 찬탈 이후 살해당한다.

  - 왕비 또는 서모
    - 아들? : 차대왕(次大王, 71년 ~ 165년)
    - 아들? : 신대왕(新大王, 89년 ~ 179년)
    - 아들? : 고인고(高仁固)

### 가계에 대한 의문

#### 차대왕, 신대왕과의 관계
태조대왕의 즉위와 그 가계는 현재까지도 많은 의문이 남겨져 있다. 『삼국사기』의 기록에는 태조대왕의 아버지인 재사(再思)는 유리왕의 아들이라 한다. 재사의 조카인 모본왕(慕本王)이 사망한 시기는 53년이며, 유리왕이 사망한 후부터 38년이 지난 시기이다. 따라서 재사가 유리왕 말년에 출생했다고 가정해도, 유리왕이 18년에 죽었으므로, 재사의 나이는 아무리 높아도 35세이다. 그런데 재사는 모본왕 사후에 연로함을 이유로 왕위를 사양하였으므로, 35세보다 나이가 많았음이 분명하다. 또한 재사의 다른 아들들로 기록된 차대왕·신대왕은 그 출생 연도가 71년과 89년이므로 신대왕을 낳을 당시 재사의 나이는 아무리 적어도 70세를 상회한다. 이와 같은 이유로 신채호는 태조대왕이 유리왕의 손자가 아니라 대무신왕의 손자이며, 재사는 대무신왕의 아들이라 주장하였다.
한편 차대왕·신대왕은 태조대왕의 동생으로 알려져 있지만, 『후한서』에는 차대왕이 태조대왕의 아들로 기록되어 있으며, 신대왕은 차대왕의 아들로 기록되어 있다. 《삼국지》에는 차대왕이 기록되어 있지 않고, 신대왕이 태조대왕의 아들로 기록되어 있다. 이러한 태조대왕 가계의 의문점은 《삼국지》에 "고구려의 왕실이 소노부에서 계루부로 바뀌었다."라고 쓰인 기록의 흔적으로 보기도 한다. 태조대왕 이전 왕들의 이름이나 시호에서 부여의 왕성인 해(解)씨가 나타나는 점을 토대로 하여, 태조대왕 이전은 해씨 소노부가, 태조대왕 이후는 고씨 계루부가 왕위를 이었다는 주장이 있다. 한편 김부식도 삼국사기에서 안제 건광 원년(121)에 후한서에 궁이 죽고 궁의 아들 수성이 즉위하였다는 후한서의 대목을 인용해놓기도 했다.

#### 산상왕과의 관계
산상왕과의 관계도 다소 불확실하다. 《삼국사기》 고구려본기의 일부와 《삼국유사》, 중국의 《북사(北史)》에는 산상왕의 다른 이름이 위궁(位宮)이라 하면서 그가 태조대왕의 증손자라 한다. 그러나 삼국사기 고구려본기의 다른 기사 및 삼국유사의 다른 기록에는 산상왕의 아버지인 신대왕은 태조대왕의 동생이라 하므로, 태조대왕은 산상왕의 큰아버지가 된다. 위궁이 산상왕이 아니라 그 장남 동천왕의 이름이라고 고쳐 이해하더라도, 신대왕이 태조대왕의 동생이라면 동천왕은 태조대왕의 증손이 아닌 종손이 된다.

## 같이 보기
- 한국의 역사
- 삼국 시대
- 백제
  - 다루왕 (29년~77년)
  - 기루왕 (77년~128년)
  - 개루왕 (128년~166년)
- 신라
  - 유리 이사금 (24년~57년)
  - 탈해 이사금 (57년~80년)
  - 파사 이사금 (80년~112년)
  - 지마 이사금 (112년~134년)
  - 일성 이사금 (134년~154년)
- 가야
  - 김수로왕 (42년?~199년)
- 왜
  - 스이닌 천황 (기원전 29년~70년)
  - 게이코 천황 (71년~130년)
  - 세이무 천황 (131년~190년)
- 후한
  - 한 광무제 (25년~57년)
  - 한 명제 (57년~75년)
  - 한 장제 (75년~88년)
  - 한 화제 (88년~105년)
  - 한 상제 (105년~106년)
  - 한 안제 (106년~125년)
  - 한 소제 (125년)
  - 한 순제 (126년~144년)
  - 한 충제 (144년~145년)
  - 한 질제 (145년~146년)

## 참고 자료
- 이 문서에는 다음커뮤니케이션(현 카카오)에서 GFDL 또는 CC-SA 라이선스로 배포한 글로벌 세계대백과사전의 내용을 기초로 작성된 글이 포함되어 있습니다.

| 전 대 모본왕 | 제6대 고구려 국왕 53년 - 146년 | 후 대 차대왕 |